# Klasa okręgowa (grupa jarosławska)
Klasa okręgowa (grupa jarosławska) – jedna z pięciu na terenie województwa podkarpackiego klas okręgowych, które od sezonu 2008/2009 są rozrywkami szóstego poziomu ligowego piłki nożnej mężczyzn w Polsce, stanowiące pośredni szczebel rozrywkowy między IV ligą a klasą A.
Zmagania w jej ramach toczą się cyklicznie systemem kołowym. Zwycięzcy grupy uzyskują awans do IV ligi polskiej grupy podkarpackiej, zaś najsłabsze zespoły relegowane są do poszczególnych grup klasy A (jarosławskiej, przeworskiej, lubaczowskiej, przemyskiej).
Organizatorem rozgrywek jest Jarosławski Okręg Piłki Nożnej (OZPN). 
Od 1 lipca 2022 roku na podstawie decyzji Podkarpackiego Związku Piłki Nożnej, w sprawie ujednolicenia struktur dotychczasowe okręgi w Jarosławiu i Krośnie zostały przekształcone w podokręgi.
Zespoły piłkarskie pochodzą z powiatów: jarosławskiego, przeworskiego, lubaczowskiego, przemyskiego, oraz miasta Przemyśl. Wcześniej była ona przeznaczona dla zespołów z województwa przemyskiego.

## Mistrzowie ligi
| Sezon     | Mistrz                    | Wicemistrz                | 3. miejsce          | Źródło        |
| --------- | ------------------------- | ------------------------- | ------------------- | ------------- |
| 2024/2025 | Wisłoczanka Tryńcza       | Polonia Przemyśl          | Czuwaj Przemyśl     | [ 2 ]         |
| 2023/2024 | Orzeł Przeworsk           | LKS Skołoszów             | Czuwaj Przemyśl     | [ 3 ]         |
| 2022/2023 | Pogoń-Sokół Lubaczów      | Orzeł Przeworsk           | Piast Tuczempy      | [ 4 ]         |
| 2021/2022 | LKS Skołoszów             | Pogoń-Sokół Lubaczów      | Płomień Morawsko    | [ 5 ]         |
| 2020/2021 | MKS Kańczuga              | LKS Skołoszów             | Płomień Morawsko    | [ 6 ]         |
| 2019/2020 | Orzeł Przeworsk           | LKS Skołoszów             | Płomień Morawsko    | [ 7 ]         |
| 2018/2019 | Start Pruchnik            | Sanoczanka Święte         | LKS Skołoszów       | [ 8 ]         |
| 2017/2018 | Orzeł Przeworsk           | LKS Skołoszów             | MKS Kańczuga        | [ 9 ]         |
| 2016/2017 | Granica Stubno            | Huragan Gniewczyna        | Motor Grochowce     | [ 10 ]        |
| 2015/2016 | Start Pruchnik            | Motor Grochowce           | Granica Stubno      | [ 11 ]        |
| 2014/2015 | KS Wiązownica             | MKS Kańczuga              | Granica Stubno      | [ 12 ]        |
| 2013/2014 | LKS Skołoszów             | Start Pruchnik            | Granica Stubno      | [ 13 ]        |
| 2012/2013 | Wólczanka Wólka Pełkińska | Start Pruchnik            | MKS Radymno         | [ 14 ]        |
| 2011/2012 | Sokół Sieniawa            | Wólczanka Wólka Pełkińska | Huragan Stubno      | [ 15 ]        |
| 2010/2011 | Czuwaj Przemyśl           | Wólczanka Wólka Pełkińska | Sokół Sieniawa      | [ 16 ]        |
| 2009/2010 | Piast Tuczempy            | Sokół Sieniawa            | Pogórze Rokietnica  | [ 17 ]        |
| 2008/2009 | MKS Kańczuga              | Golbalux Wiązownica       | Sokół Sieniawa      | [ 18 ]        |
| 2007/2008 | Czuwaj Przemyśl           | MKS Kańczuga              | Syrenka Roźwienica  | [ 19 ]        |
| 2006/2007 | JKS 1909 Jarosław         | Piast Tuczempy            | MKS Kańczuga        | [ 20 ]        |
| 2005/2006 | Orzeł Przeworsk           | JKS 1909 Jarosław         | Golbalux Wiązownica | [ 21 ]        |
| 2004/2005 | Piast Tuczempy            | Orzeł Przeworsk           | Czuwaj Przemyśl     | [ 22 ]        |
| 2003/2004 | Żurawianka Żurawica       | Czuwaj Przemyśl           | LKS Skołoszów       | [ 23 ]        |
| 2002/2003 | JKS 1909 Jarosław         | Żurawianka Żurawica       | Czuwaj Przemyśl     | [ 24 ] [ 25 ] |
| 2001/2002 | Babiś-Syrenka Roźwienica  | Golbalux Wiązownica       | Czuwaj Przemyśl     | [ 26 ]        |
| 2000/2001 | Polonia II Przemyśl       | Huragan Gniewczyna        | Żurawianka Żurawica | [ 27 ]        |
| 1999/2000 | Piast-JKS II Tuczempy     | Żurawianka Żurawica       | Sanoczanka Święte   | [ 28 ]        |
| 1998/1999 | Syrenka Roźwienica        | Budowlani Szówsko         | Bizon Medyka        | [ 29 ]        |
| 1997/1998 | Czarni Pawłosiów          | Budowlani Szówsko         | Polonia II Przemyśl | [ 30 ]        |
| 1996/1997 | MKS Radymno               | Polonia II Przemyśl       | Motor Przemyśl      | [ 31 ]        |

## Sezon 2025/2026
W tym sezonie według terminarza grają: Czarni Pawłosiów, Gorliczanka Gorliczyna, Sanoczanka Święte, Promyk Urzejowice, Start Lisie Jamy, Fenix Leszno, Start Pruchnik, Orzeł Przeworsk, Wisłoczanka Tryńcza, Orzeł Torki, Piast Tuczempy, Pogoń-Sokół II Lubaczów, Plómień Morawsko, Sokół Sieniawa, Czuwaj Przemyśl, Wółcznka Wólka Pełkińska. 

## Sezon 2024/2025
| Klasa okręgowa (grupa jarosławska) – sezon 2024/2025 | Klasa okręgowa (grupa jarosławska) – sezon 2024/2025 | Klasa okręgowa (grupa jarosławska) – sezon 2024/2025 | Klasa okręgowa (grupa jarosławska) – sezon 2024/2025 | Klasa okręgowa (grupa jarosławska) – sezon 2024/2025 | Klasa okręgowa (grupa jarosławska) – sezon 2024/2025 | Klasa okręgowa (grupa jarosławska) – sezon 2024/2025 | Klasa okręgowa (grupa jarosławska) – sezon 2024/2025 | Klasa okręgowa (grupa jarosławska) – sezon 2024/2025 |
| Poz.                                                 | Klub                                                 | M                                                    | Pkt                                                  | Mecze                                                | Mecze                                                | Mecze                                                | Bramki                                               | Bramki                                               |
| Poz.                                                 | Klub                                                 | M                                                    | Pkt                                                  | zwy.                                                 | rem.                                                 | por.                                                 | zdob.                                                | stra.                                                |
| ---------------------------------------------------- | ---------------------------------------------------- | ---------------------------------------------------- | ---------------------------------------------------- | ---------------------------------------------------- | ---------------------------------------------------- | ---------------------------------------------------- | ---------------------------------------------------- | ---------------------------------------------------- |
| 1                                                    | Wisłoczanka Tryńcza                                  | 30                                                   | 69                                                   | 22                                                   | 3                                                    | 5                                                    | 88                                                   | 35                                                   |
| 2                                                    | Polonia Przemyśl                                     | 30                                                   | 68                                                   | 22                                                   | 2                                                    | 6                                                    | 107                                                  | 27                                                   |
| 3                                                    | Czuwaj Przemyśl                                      | 30                                                   | 56                                                   | 17                                                   | 5                                                    | 8                                                    | 71                                                   | 30                                                   |
| 4                                                    | Piast Tuczempy                                       | 30                                                   | 55                                                   | 17                                                   | 4                                                    | 9                                                    | 56                                                   | 49                                                   |
| 5                                                    | Gorliczanka Gorliczyna                               | 30                                                   | 45                                                   | 12                                                   | 9                                                    | 9                                                    | 60                                                   | 53                                                   |
| 6                                                    | Wólczanka Wólka Pełkińska                            | 30                                                   | 44                                                   | 13                                                   | 5                                                    | 12                                                   | 60                                                   | 57                                                   |
| 7                                                    | Start Lisie Jamy                                     | 30                                                   | 40                                                   | 10                                                   | 10                                                   | 10                                                   | 44                                                   | 36                                                   |
| 8                                                    | Sanoczanka Święte                                    | 30                                                   | 39                                                   | 11                                                   | 6                                                    | 13                                                   | 41                                                   | 42                                                   |
| 9                                                    | Orzeł Torki                                          | 30                                                   | 39                                                   | 12                                                   | 3                                                    | 15                                                   | 55                                                   | 71                                                   |
| 10                                                   | Start Pruchnik                                       | 30                                                   | 38                                                   | 9                                                    | 11                                                   | 10                                                   | 51                                                   | 61                                                   |
| 11                                                   | Plomień Morawsko                                     | 30                                                   | 38                                                   | 11                                                   | 5                                                    | 14                                                   | 41                                                   | 65                                                   |
| 12                                                   | Santos Piwoda                                        | 30                                                   | 36                                                   | 9                                                    | 9                                                    | 12                                                   | 36                                                   | 49                                                   |
| 13                                                   | Dąb Dobkowice                                        | 30                                                   | 34                                                   | 8                                                    | 10                                                   | 12                                                   | 53                                                   | 62                                                   |
| 14                                                   | Zdrój Horyniec                                       | 30                                                   | 32                                                   | 8                                                    | 8                                                    | 14                                                   | 36                                                   | 70                                                   |
| 15                                                   | LKS Skołoszów                                        | 30                                                   | 24                                                   | 4                                                    | 12                                                   | 14                                                   | 34                                                   | 52                                                   |
| 16                                                   | Biało-Czerwoni Kaszyce                               | 30                                                   | 10                                                   | 2                                                    | 4                                                    | 24                                                   | 40                                                   | 114                                                  |
| Legenda:                                             |                                                      |                                                      |                                                      |                                                      |                                                      |                                                      |                                                      |                                                      |
| awans                                                |                                                      |                                                      |                                                      |                                                      |                                                      |                                                      |                                                      |                                                      |
| spadek                                               |                                                      |                                                      |                                                      |                                                      |                                                      |                                                      |                                                      |                                                      |

Uwaga: ...do wyższej klasy rozgrywkowej awans uzyskała druga w tabeli Polonia Przemyśl, gdyż Wisłoczanka jako drugi zespół KS Wiązownicy nie może razem z nią grać w jednej klasie rozgrywkowej.... 

## Sezon 2023/2024
| Klasa okręgowa (grupa jarosławska) – sezon 2023/2024 | Klasa okręgowa (grupa jarosławska) – sezon 2023/2024 | Klasa okręgowa (grupa jarosławska) – sezon 2023/2024 | Klasa okręgowa (grupa jarosławska) – sezon 2023/2024 | Klasa okręgowa (grupa jarosławska) – sezon 2023/2024 | Klasa okręgowa (grupa jarosławska) – sezon 2023/2024 | Klasa okręgowa (grupa jarosławska) – sezon 2023/2024 | Klasa okręgowa (grupa jarosławska) – sezon 2023/2024 | Klasa okręgowa (grupa jarosławska) – sezon 2023/2024 |
| Poz.                                                 | Klub                                                 | M                                                    | Pkt                                                  | Mecze                                                | Mecze                                                | Mecze                                                | Bramki                                               | Bramki                                               |
| Poz.                                                 | Klub                                                 | M                                                    | Pkt                                                  | zwy.                                                 | rem.                                                 | por.                                                 | zdob.                                                | stra.                                                |
| ---------------------------------------------------- | ---------------------------------------------------- | ---------------------------------------------------- | ---------------------------------------------------- | ---------------------------------------------------- | ---------------------------------------------------- | ---------------------------------------------------- | ---------------------------------------------------- | ---------------------------------------------------- |
| 1                                                    | Orzeł Przeworsk                                      | 30                                                   | 76                                                   | 24                                                   | 3                                                    | 3                                                    | 132                                                  | 27                                                   |
| 2                                                    | LKS Skołoszów                                        | 30                                                   | 64                                                   | 20                                                   | 4                                                    | 6                                                    | 85                                                   | 33                                                   |
| 3                                                    | Czuwaj Przemyśl                                      | 30                                                   | 61                                                   | 19                                                   | 4                                                    | 7                                                    | 77                                                   | 47                                                   |
| 4                                                    | Piast Tuczempy                                       | 30                                                   | 57                                                   | 17                                                   | 6                                                    | 7                                                    | 78                                                   | 44                                                   |
| 5                                                    | Start Pruchnik                                       | 30                                                   | 50                                                   | 15                                                   | 5                                                    | 10                                                   | 69                                                   | 46                                                   |
| 6                                                    | Start Lisie Jamy                                     | 30                                                   | 50                                                   | 15                                                   | 5                                                    | 10                                                   | 69                                                   | 61                                                   |
| 7                                                    | Wólczanka Wólka Peł.                                 | 30                                                   | 48                                                   | 15                                                   | 3                                                    | 12                                                   | 78                                                   | 50                                                   |
| 8                                                    | Gorliczanka Gorliczyna                               | 30                                                   | 46                                                   | 14                                                   | 4                                                    | 12                                                   | 73                                                   | 55                                                   |
| 9                                                    | Dąb Dąbkowice                                        | 30                                                   | 44                                                   | 13                                                   | 5                                                    | 12                                                   | 79                                                   | 69                                                   |
| 10                                                   | Płomień Morawsko                                     | 30                                                   | 41                                                   | 13                                                   | 2                                                    | 15                                                   | 60                                                   | 62                                                   |
| 11⠀ ⠀                                                | Santos Piwoda                                        | 30                                                   | 40                                                   | 12                                                   | 4                                                    | 14                                                   | 50                                                   | 61                                                   |
| 12⠀⠀                                                 | Biało-Czerwoni Kaszyce                               | 30                                                   | 37                                                   | 11                                                   | 4                                                    | 15                                                   | 63                                                   | 79                                                   |
| 13                                                   | Promyk Urzejowice                                    | 30                                                   | 34                                                   | 9                                                    | 7                                                    | 14                                                   | 65                                                   | 69                                                   |
| 14                                                   | Wisełka Siennów                                      | 30                                                   | 32                                                   | 9                                                    | 5                                                    | 16                                                   | 59                                                   | 75                                                   |
| 15                                                   | San Gorzyce                                          | 30                                                   | 5                                                    | 1                                                    | 2                                                    | 27                                                   | 32                                                   | 161                                                  |
| 16                                                   | Orkan Zapałów                                        | 30                                                   | 3                                                    | 0                                                    | 3                                                    | 27                                                   | 9                                                    | 139                                                  |
| Legenda:                                             |                                                      |                                                      |                                                      |                                                      |                                                      |                                                      |                                                      |                                                      |
| awans                                                |                                                      |                                                      |                                                      |                                                      |                                                      |                                                      |                                                      |                                                      |
| spadek                                               |                                                      |                                                      |                                                      |                                                      |                                                      |                                                      |                                                      |                                                      |

## Sezon 2022/2023
| Klasa okręgowa (grupa jarosławska) – sezon 2022/2023 | Klasa okręgowa (grupa jarosławska) – sezon 2022/2023 | Klasa okręgowa (grupa jarosławska) – sezon 2022/2023 | Klasa okręgowa (grupa jarosławska) – sezon 2022/2023 | Klasa okręgowa (grupa jarosławska) – sezon 2022/2023 | Klasa okręgowa (grupa jarosławska) – sezon 2022/2023 | Klasa okręgowa (grupa jarosławska) – sezon 2022/2023 | Klasa okręgowa (grupa jarosławska) – sezon 2022/2023 | Klasa okręgowa (grupa jarosławska) – sezon 2022/2023 |
| Poz.                                                 | Klub                                                 | M                                                    | Pkt                                                  | Mecze                                                | Mecze                                                | Mecze                                                | Bramki                                               | Bramki                                               |
| Poz.                                                 | Klub                                                 | M                                                    | Pkt                                                  | zwy.                                                 | rem.                                                 | por.                                                 | zdob.                                                | stra.                                                |
| ---------------------------------------------------- | ---------------------------------------------------- | ---------------------------------------------------- | ---------------------------------------------------- | ---------------------------------------------------- | ---------------------------------------------------- | ---------------------------------------------------- | ---------------------------------------------------- | ---------------------------------------------------- |
| 1                                                    | Pogoń-Sokół Lubaczów                                 | 30                                                   | 87                                                   | 29                                                   | 0                                                    | 1                                                    | 107                                                  | 21                                                   |
| 2                                                    | Orzeł Przeworsk                                      | 30                                                   | 67                                                   | 20                                                   | 7                                                    | 3                                                    | 85                                                   | 33                                                   |
| 3                                                    | Piast Tuczempy                                       | 30                                                   | 50                                                   | 15                                                   | 5                                                    | 10                                                   | 56                                                   | 27                                                   |
| 4                                                    | Gorliczanka Gorliczyna                               | 30                                                   | 48                                                   | 13                                                   | 9                                                    | 8                                                    | 54                                                   | 49                                                   |
| 5                                                    | Płomień Morawsko                                     | 30                                                   | 45                                                   | 13                                                   | 6                                                    | 11                                                   | 63                                                   | 50                                                   |
| 6                                                    | Santos Piwoda                                        | 30                                                   | 41                                                   | 12                                                   | 5                                                    | 13                                                   | 50                                                   | 57                                                   |
| 7                                                    | San Gorzyce                                          | 30                                                   | 40                                                   | 11                                                   | 7                                                    | 12                                                   | 60                                                   | 83                                                   |
| 8                                                    | Promyk Urzejowice                                    | 30                                                   | 39                                                   | 11                                                   | 6                                                    | 13                                                   | 58                                                   | 58                                                   |
| 9                                                    | Start Lisie Jamy                                     | 30                                                   | 39                                                   | 10                                                   | 9                                                    | 11                                                   | 53                                                   | 66                                                   |
| 10                                                   | Biało-Czerwoni Kaszyce                               | 30                                                   | 37                                                   | 10                                                   | 7                                                    | 13                                                   | 47                                                   | 57                                                   |
| 11                                                   | Start Pruchnik                                       | 30                                                   | 36                                                   | 9                                                    | 9                                                    | 12                                                   | 53                                                   | 49                                                   |
| 12                                                   | Orzeł Torki                                          | 30                                                   | 36                                                   | 9                                                    | 9                                                    | 12                                                   | 51                                                   | 67                                                   |
| 13                                                   | Hetman Laszki                                        | 30                                                   | 31                                                   | 7                                                    | 10                                                   | 13                                                   | 46                                                   | 52                                                   |
| 14                                                   | Zdrój Horyniec                                       | 30                                                   | 26                                                   | 7                                                    | 5                                                    | 18                                                   | 46                                                   | 73                                                   |
| 15                                                   | MKS Kańczuga                                         | 30                                                   | 24                                                   | 6                                                    | 6                                                    | 18                                                   | 37                                                   | 66                                                   |
| 16                                                   | Huragan Gniewczyna                                   | 30                                                   | 21                                                   | 5                                                    | 6                                                    | 19                                                   | 33                                                   | 91                                                   |
| Legenda:                                             |                                                      |                                                      |                                                      |                                                      |                                                      |                                                      |                                                      |                                                      |
| awans                                                |                                                      |                                                      |                                                      |                                                      |                                                      |                                                      |                                                      |                                                      |
| spadek                                               |                                                      |                                                      |                                                      |                                                      |                                                      |                                                      |                                                      |                                                      |

## Sezon 2021/2022
| Klasa okręgowa (grupa jarosławska) – sezon 2021/2022 | Klasa okręgowa (grupa jarosławska) – sezon 2021/2022 | Klasa okręgowa (grupa jarosławska) – sezon 2021/2022 | Klasa okręgowa (grupa jarosławska) – sezon 2021/2022 | Klasa okręgowa (grupa jarosławska) – sezon 2021/2022 | Klasa okręgowa (grupa jarosławska) – sezon 2021/2022 | Klasa okręgowa (grupa jarosławska) – sezon 2021/2022 | Klasa okręgowa (grupa jarosławska) – sezon 2021/2022 | Klasa okręgowa (grupa jarosławska) – sezon 2021/2022 |
| Poz.                                                 | Klub                                                 | M                                                    | Pkt                                                  | Mecze                                                | Mecze                                                | Mecze                                                | Bramki                                               | Bramki                                               |
| Poz.                                                 | Klub                                                 | M                                                    | Pkt                                                  | zwy.                                                 | rem.                                                 | por.                                                 | zdob.                                                | stra.                                                |
| ---------------------------------------------------- | ---------------------------------------------------- | ---------------------------------------------------- | ---------------------------------------------------- | ---------------------------------------------------- | ---------------------------------------------------- | ---------------------------------------------------- | ---------------------------------------------------- | ---------------------------------------------------- |
| 1                                                    | LKS Skołoszów                                        | 34                                                   | 80                                                   | 24                                                   | 8                                                    | 2                                                    | 77                                                   | 20                                                   |
| 2                                                    | Pogoń-Sokół Lubaczów                                 | 34                                                   | 77                                                   | 24                                                   | 5                                                    | 5                                                    | 83                                                   | 29                                                   |
| 3                                                    | Płomień Morawsko                                     | 34                                                   | 63                                                   | 19                                                   | 6                                                    | 9                                                    | 62                                                   | 40                                                   |
| 4                                                    | Santos Piwoda                                        | 34                                                   | 58                                                   | 17                                                   | 7                                                    | 10                                                   | 80                                                   | 62                                                   |
| 5                                                    | Promyk Urzejowice                                    | 34                                                   | 58                                                   | 16                                                   | 10                                                   | 8                                                    | 67                                                   | 49                                                   |
| 6                                                    | San Gorzyce                                          | 34                                                   | 53                                                   | 16                                                   | 5                                                    | 13                                                   | 59                                                   | 57                                                   |
| 7                                                    | Start Pruchnik                                       | 34                                                   | 52                                                   | 15                                                   | 7                                                    | 12                                                   | 57                                                   | 52                                                   |
| 8                                                    | Orzeł Torki                                          | 34                                                   | 50                                                   | 15                                                   | 5                                                    | 14                                                   | 57                                                   | 51                                                   |
| 9                                                    | Huragan Gniewczyna                                   | 34                                                   | 49                                                   | 16                                                   | 1                                                    | 17                                                   | 66                                                   | 73                                                   |
| 10                                                   | Start Lisie Jamy                                     | 34                                                   | 49                                                   | 13                                                   | 10                                                   | 11                                                   | 50                                                   | 59                                                   |
| 11                                                   | MKS Radymno                                          | 34                                                   | 39                                                   | 9                                                    | 12                                                   | 13                                                   | 39                                                   | 55                                                   |
| 12                                                   | KS Szówsko                                           | 34                                                   | 38                                                   | 9                                                    | 11                                                   | 14                                                   | 47                                                   | 55                                                   |
| 13                                                   | GKS Orły                                             | 34                                                   | 38                                                   | 10                                                   | 8                                                    | 16                                                   | 35                                                   | 43                                                   |
| 14                                                   | Granica Stubno                                       | 34                                                   | 33                                                   | 9                                                    | 6                                                    | 19                                                   | 30                                                   | 48                                                   |
| 15                                                   | Sanoczanka Święte                                    | 34                                                   | 31                                                   | 6                                                    | 13                                                   | 15                                                   | 53                                                   | 77                                                   |
| 16                                                   | Czarni Pawłosiów                                     | 34                                                   | 30                                                   | 7                                                    | 9                                                    | 18                                                   | 44                                                   | 63                                                   |
| 17                                                   | Łęk Ostrów                                           | 34                                                   | 28                                                   | 7                                                    | 7                                                    | 20                                                   | 26                                                   | 57                                                   |
| 18                                                   | Czuwaj Przemyśl                                      | 34                                                   | 23                                                   | 5                                                    | 8                                                    | 21                                                   | 33                                                   | 75                                                   |
| Legenda:                                             |                                                      |                                                      |                                                      |                                                      |                                                      |                                                      |                                                      |                                                      |
| awans                                                |                                                      |                                                      |                                                      |                                                      |                                                      |                                                      |                                                      |                                                      |
| spadek                                               |                                                      |                                                      |                                                      |                                                      |                                                      |                                                      |                                                      |                                                      |